# Livka (Gradišće)
Livka (njemački: Lockenhaus, mađarski: Léka) je tržni grad u austrijskoj saveznoj državi Gradišće, administrativno pripada Kotaru Gornja Pulja.

## Stanovništvo
Livka prema podacima iz 2010. godine ima 1.976 stanovnika. 1910. godine je imala 1.210 stanovnika većinom Nijemaca.

## Vanjske poveznice

### Sestrinski projekti
|  | Zajednički poslužitelj ima još gradiva o temi Livka |

### Mrežna sjedišta
- Internet stranica naselja
- Statistički zavod Austrije